# Jojakim
Jojakim (hebr. ‏יְהוֹיָקִים‎, właśc. Eliakim (skrócona forma imienia Jehojakim, znaczącego prawdopodobnie „Jahwe podnosi”; ur. 634 p.n.e., zm. 598 p.n.e.) – król starożytnej Judy, panujący w latach 609–598 p.n.e., syn króla Jozjasza i Zebiddy z Rumy.
Został wyniesiony na tron przez faraona Necho II i był od niego zależny. Wkrótce potem kraj Necho został podbity przez Chaldejczyków, a ich władca – Nabuchodonozor II – uczynił Jojakima swym lennikiem. 
Ze swoją żoną Nechusztą miał syna i następcę Jechoniasza.